# Deuxième circonscription de la préfecture d'Akita
La deuxième circonscription de la préfecture d'Akita (秋田県第2区, Akita-ken dai-ni-ku) est l'une des trois circonscriptions législatives que compte la préfecture d'Akita au Japon.

## Description géographique
Entre 1994 et 2002, la deuxième circonscription de la préfecture d'Akita regroupait les villes de Noshiro, Ōdate et Kazuno et les districts de Kazuno, Kitaakita et Yamamoto.
Entre 2002 et 2013, elle réunissait les villes de Noshiro, Ōdate, Oga, Kazuno et les districts de Kazuno, Kitaakita, Yamamoto et Minamiakita.
Depuis 2013, elle comprend les villes de Noshiro, Ōdate, Oga, Kazuno, Katagami et Kitaakita et les districts de Kazuno, Kitaakita, Yamamoto et Minamiakita,.

## Députés
| Législature | Début de mandat | Fin de mandat | Député élu              | Parti politique | Parti politique |
| ----------- | --------------- | ------------- | ----------------------- | --------------- | --------------- |
| 41e         | 1996            | 2000          | Hōsei Orota (ja)        |                 | PLD             |
| 42e         | 2000            | 2003          | Hōsei Orota (ja)        |                 | PLD             |
| 43e         | 2003            | 2005          | Hōsei Orota (ja)        |                 | PLD             |
| 44e         | 2005            | 2009          | Hōsei Orota (ja)        |                 | SE              |
| 45e         | 2009            | 2012          | Hiroshi Kawaguchi (ja)  |                 | SE              |
| 46e         | 2012            | 2014          | Katsutoshi Kaneda       |                 | PLD             |
| 47e         | 2014            | 2017          | Katsutoshi Kaneda       |                 | PLD             |
| 48e         | 2017            | 2021          | Katsutoshi Kaneda       |                 | PLD             |
| 49e         | 2021            | 2024          | Takashi Midorikawa (ja) |                 | PDC             |
| 50e         | 2024            | -             | Takashi Midorikawa (ja) |                 | PDC             |